# 弗朗塞斯卡
弗朗塞斯卡是法国洛特-加龙省的一个市镇，属于内拉克区（Nérac）弗朗塞斯卡县（Francescas）。该市镇总面积21.23平方公里，2009年时的人口为698人。

## 人口
弗朗塞斯卡人口变化图示